# Anthony Campbell Allen
Anthony Campbell Allen, auch A.C. Allen (* 6. Mai 1925 in Weybridge, England; † 26. März 1995 in Zürich, Schweiz), war ein britisch-schweizerischer Komponist und Pädagoge. Er schrieb Kantaten, Lieder, Klavierwerke, Ballettmusik, Kammermusik, Orgelwerke, eine Oper, Konzertstücke, Chorwerke und auch Werke für Alphorn. Von seinen Kompositionen sind besonders hervorzuheben: Concerto for Violin and String Orchestra op. 52, Klavier-Sonate Nr. 1 op. 28, Trio Flute/Cello/Piano op. 73 und Sonate für Violine solo op. 77.

## Leben
Anthony Campbell Allen wuchs in England auf. Er studierte Literatur, Musik und Theaterwissenschaft, zunächst an der Bedales School in Petersfield, danach an der Royal Academy of Dramatic Art. Bei Bertie Scott absolvierte er ein Privatstudium. Ab 1955 arbeitete er als Lehrer für Stimme und Gesang an der Royal Academy of Dramatic Art, ab 1959 war er Lehrer an der Bristol University.
Er heiratete am 1. Juni 1950 in Islington Margaret Rowlands (1921–2004). Sie hatten zwei Töchter und einen Sohn. Nachdem er sich in England von seiner Familie getrennt hatte, zog er in die Schweiz und lebte ab 1969 in Zürich; 1970 erfolgte die Scheidung.
In der Schweiz bestritt er seinen Lebensunterhalt als Englischlehrer. Er begann erst relativ spät in seinem Leben mit dem Komponieren. Allen, zu dessen musikalischen Vorbildern Richard Wagner gehörte, wirkte bei den Bayreuther Jugendfestspieltreffen mit (1962/63 als Leiter/Dirigent) und war langjähriges Mitglied der 'Schweizerischen Richard Wagner-Gesellschaft'. Sein kompositorisches Œuvre umfasst ein breites Spektrum: Eine Oper, Ballettmusik, Solokonzerte, Orchesterwerke, Klavierwerke, Kammermusik, Lieder und Chorwerke. Zudem verfasste er einige Gedichte.
Seine meist elegischen und spätromantischen Kompositionen fanden ihr Echo – zu seiner Zeit – in einem kleinen, aber enthusiastischen Kreis, der sich in Zürich zur „Schweizerischen Campbell Allen-Gesellschaft“ zusammenschloss. Einer seiner Höhepunkte in seinem Leben als Komponist war die Uraufführung seines Alphornkonzerts Nr. 1 für Alphorn und Streichorchester, op. 36, in den 1980er Jahren in der Tonhalle Zürich vor grossem Publikum, das langanhaltenden Applaus spendete. Auch die Aufführung seines Concerto for Violin and String Orchestra op. 52, mit dem Symphonischen Orchester Zürich 1983 in Zürich, fand grossen Anklang.
Allen war, zumindest ab etwa Ende der 1970er Jahre, stark übergewichtig. Er musste sich circa Mitte März 1995 einer Herzoperation unterziehen. Die Nachbehandlung brach er ab und starb kurz darauf, am 26. März 1995. Er ist in Zürich auf dem Friedhof Sihlfeld in einem anonymen Grab beigesetzt. Allens gesamtes kompositorisches Werk wurde der Zentralbibliothek Zürich übergeben.

## Werke (Auswahl)
- The Seven Songs of Jill Furse, op. 3 (Lieder, für Singstimme und Klavier)
- Love & Death, op. 4 (Liederzyklus; fünf Lieder, für Bariton und Klavier)
- Queen Margaret, op. 5 (Oper, unvollendet)
- Hallwil-Kantate, op. 6 (Kantate; für vierstimmigen Chor, Klavier und Flöte)
- Schneeglöggli lüt!, op. 9 (Kinderlieder-Zyklus, für Singstimme und Klavier)
- The Death of Oenone, op. 10 (Ballett)
- Ein kleines Nachtstück für ein kleines Orchester (Nachtstück), op. 20
- Klaviertrio, op. 21 (für Violine, Violoncello und Klavier)
- Klavier-Sonate Nr. 1, op. 28
- Drei kleine Walzer, op. 29 (für Klavier)
- Konzert (Piano Concerto), op. 30 (für Klavier und Orchester)
- Marsch, op. 31 (für Blasorchester)
- Mondseele, op. 33 (Liederzyklus, für Tenor, Klavier und Streichquartett)
- Konzert für Violoncello und Orchester, op. 35 (Violoncello Concerto)
- Alphorn-Konzert Nr. 1, op. 36 (für Alphorn und Streichorchester)
- Dreizehn Stücke für Orgel, op. 39
- Concerto for Violin and String Orchestra, op. 52 (Konzert für Violine und Streichorchester)
- Violin Sonata Nr. 2, The Abegg, op. 53 (für Violine und Klavier)
- Sonata for Irish Flute and Irish Harp, op. 56 (Sonate, für Flöte und Harfe)
- Messe, op. 61 (für gemischten Chor, a cappella)
- Elegia, op. 63 (für gemischten Chor,  a cappella)
- Sonate für Alphorn und Klavier, op. 67
- Sonate für Violine solo, op. 77
- Sonate für Orgel, op. 107

## Diskografie
- Hallwil-Kantate, Love And Death. (Album, Vinyl), Liverpool Record, Schweiz 1976.

## Zitate
„Ich verstehe Musik als Medium, das von Herz zu Herz spricht.“
„Meine Kompositionsweise – mit frei und instinktiv verwendeten Ausdrucksmitteln, deren wesentlichstes Gestaltungselement die Sprachmelodie ist – lässt sich nicht leicht einordnen, da sie keinem System verpflichtet ist.“
„Der Mensch hat die Fähigkeit, Erfahrungen aus allen Bereichen seiner Existenz aufzuspeichern und sie in sublimierter Form zu verarbeiten. Für mich ist dieses Erfahrungsgut nebst der Inspiration die Voraussetzung für mein Schaffen.“
(Quelle Zitate von Anthony Campbell Allen: LP-Covertext Hallwil-Kantate, Love And Death. Liverpool Record, Schweiz 1976.)